# 碧昂絲
碧昂丝·吉赛尔·诺尔斯-卡特（/biːˈjɒnseɪ/，1981年9月4日—），美國女歌手、詞曲作家、音樂製作人、舞者及演員。出生并成长于美國德克萨斯州休斯顿，幼时便以在歌舞方面的才能参加了各种选秀表演。她在20世纪90年代末以R&B女子组合「天命真女」的主唱成名，她的父亲马修·诺尔斯作为組合的经纪人。在组合休止活动后，碧昂丝在2002年的电影《王牌大贱谍3》中实现了螢幕首秀，并于2003年发行了首张个人专辑《危险爱情》，这张专辑确立了她作为独唱歌手在世界音乐界上的地位，并获得了五项格莱美奖，專輯歌曲《疯狂爱恋》和《亲爱男孩》在《公告牌》百强单曲榜上夺得冠军。
紧随着天命真女在2006年解散，碧昂丝發行了她的第二张个人专辑《bitch ass》，其中包含了排行榜前十名的热門单曲《似曾相识》、《绝无仅有》和《Beautiful Liar》。同时，碧昂丝也继续着她的演艺事业，出演了《粉红豹》（2006年）、《梦幻女郎》（2006年）和《致命孽缘》（2009年）。她与说唱歌手Jay-Z的婚姻和在电影2008年《蓝调传奇》饰演埃塔·詹姆斯影响了她2008年发行的第三张专辑《双面碧昂丝》，专辑以萨莎·费尔斯之名展示了另一面的碧昂丝，其在2010年获得了破纪录的六项格莱美奖，歌曲《單身女士（給它戴上戒指）》获得了“格林美獎年度歌曲”奖项。2010年，碧昂丝的音乐事业暂时休止；2011年发行的第四张专辑《第4击》在音调上变得更加柔和，并探索了上世纪70年代的放克、80年代的流行乐以及90年代的灵魂乐。2013年，她发行了广受好评的同名专辑，通过对实验性制作和对黑暗主题的探索，这张专辑与之前的专辑十分迥异。她2016年发行的第六张专辑《柠檬特调》同样广受赞誉，许多人认为这是碧昂丝迄今为止最私人化的作品，专辑随后成为了2016年的最畅销专辑之一。2018年，她与丈夫杰斯以卡特夫妇之名合作发行了第七张专辑《都是愛》。2019年，發佈《HOMECOMING》加州音樂節記錄片，上映於Netflix，並錄製成第八张专辑。同年參與新版獅子王電影配音，並推出第九张专辑《Lion King : The Gift》，充分展現非洲本土文化與黑人文化。
在碧昂丝的個人生涯中，她在全球已经销售了超过0张唱片，成为世界上最畅销的音乐艺人之一。她是历史上获得最多格莱美奖的紀錄保持人，共赢得了33项獎項。她也获得了包括音乐录像带先锋奖在内的24项MTV音乐录影带大奖，是该奖项的最多获奖者。美国唱片工业协会认证碧昂丝是2000年代美国的顶级认证艺人。2009年，《公告牌》提名碧昂丝为十年内最多电台播放歌曲艺人和2000年代最佳女艺人，并在2011年颁给碧昂丝“千禧大奖” 。2014年，她成为历史上收less最高的黑人音乐家，并连续两年入选《时代》100位最具影响力的人物。《福布斯》在2015年和2017年的名人排行中将她列为娱乐界最具影响力的女性，2016年她在《时代周刊》年度风云人物中排名第六。随着2016年《檸檬特調》的发行，碧昂丝成为《公告牌》排行榜历史上第一个也是唯一一个个人六张专辑全部登顶专辑榜的艺人。

## 早期生活和事業開端
碧昂絲·諾利斯出生在德州休士頓的公園廣場醫院（Park Plaza Hospital)，是唱片公司高層马修·诺尔斯和服裝設計師兼髮型師蒂娜·諾爾斯（Tina Knowles）的女兒，碧昂絲的父親是非裔美國人，母親則是非裔美國人、印第安人和法國人的混血兒。碧昂絲受洗後，以母親的娘家姓為名，表示對母親的致敬。碧昂絲有個妹妹叫索蘭芝·諾利斯（Solange），也是一名歌手、詞曲作家及演員。
碧昂絲小學在德州的聖瑪麗小學就讀，她參加了舞蹈班，練習芭蕾舞和爵士舞，她的歌唱天賦是被舞蹈老師發現，當時舞蹈老師哼著歌時，碧昂絲接著用高音把歌哼完。她對音樂和表演的興趣是在參加學校才藝表演後開始，當時她唱了約翰·藍儂的一曲，贏得了比賽。7歲後，碧昂絲開始獲得新聞界的關注，《休士頓紀事》甚至提到她受到當地表演藝術的薩米獎提名一事。
1990年秋天，她轉讀帕克小學，是休士頓的音樂專門學校，她參加學校的合唱團並經常上台演出。之後，她在休士頓就讀表演和視覺藝術的高中，後來又到了阿利夫·埃爾希克高中就讀。碧昂絲是聖約翰聯合衛理公會教堂唱詩班的獨唱家，但只待了兩年。
8歲時，碧昂絲在一個女子團體的試音會上遇見拉塔薇亞·羅伯森（LaTavia Roberson），兩人與碧昂絲的好友凱莉·羅蘭，以及其他團員共同組成一個表演 Rap 和舞蹈的團體，團體原名為“Girl's Tyme”，之後團員人數減到6名。西岸的 R&B 製作人阿恩·佛雷格飛到休士頓去見他們，最終帶著她們到他在北加州的音樂工作室，以碧昂絲為主唱。為了讓大型唱片公司簽下Girl's Tyme，佛雷格的策略首先是讓他們在全美最大的選秀節目登台，參加了比賽但卻輸了，碧昂絲表示是因為他們演出的歌曲不夠好。比賽輸了之後，碧昂絲非常挫折，在她發現歌手布蘭妮·斯皮爾斯和賈斯汀·提姆布萊克也有相同經歷之後，便重拾信心。
為了管理這個團體，碧昂絲的父親（當時是醫療設備推銷員）在1995年辭去工作，獻出時間訓練她們。此舉使得碧昂絲的家庭收入減少一半，她的父母被迫搬進不同的公寓。不久後，馬修將人數減到4個，包含1993年加入的·盧凱特。這個團體在蒂娜的美髮沙龍和後院訓練，同時為其他 R&B 女子團體作開場表演，蒂娜幫助他們設計服裝，一直到天命真女時期。有了馬修的長久支持，他們得以參加唱片公司試鏡，最終被艾麗卡唱片（Elektra Records）簽下，隨後搬到亞特蘭大進行第一張唱片的製作，但唱片公司在1995年停止了專輯製作，因此他們回到家鄉，重新開始。這個事件連帶造成碧昂絲父母的破裂，14歲父母短暫分離，直到1996年，家庭才又團聚，碰巧的是，這個團體得到哥倫比亞唱片的合約。

## 音樂和電影事業

### 1997—2001：天命真女時期
之後在1993年更名為「天命真女」（Destiny's Child），名稱源自於以賽亞書，在許多地區的活動進行演出，4年後終於獲得哥倫比亞唱片的青睞，在1997年年底簽約。同一年，天命真女錄製了其首張單曲，收錄在1997年《星際戰警》的原聲帶。隔年，推出了首張同名專輯《天命真女》（"Destiny's Child"），其中一曲獲得廣大迴響，該專輯造就了團體模式的演唱事業的成功，銷售量也有一定的水準，替天命真女贏得了三個「靈魂列車夫人靈魂樂獎」（Soul Train Lady of Soul Awards），包括最佳 R&B/靈魂樂單曲、最佳年度 R&B/靈魂樂專輯，和最佳 R&B/靈魂樂或饒舌新進藝人。之後，天命真女在1999年發行了多白金的第二張專輯《有跡可循》（"The Writing's on the Wall"），收錄了一些廣為人知的歌曲，如（第一張冠軍單曲）、和，成為他們當時最成功，也是最具代表性的單曲。獲得2001年葛萊美獎的最佳 R&B 歌唱團體表演獎和最佳 R&B 歌曲。此專輯的銷售量超過800萬張。

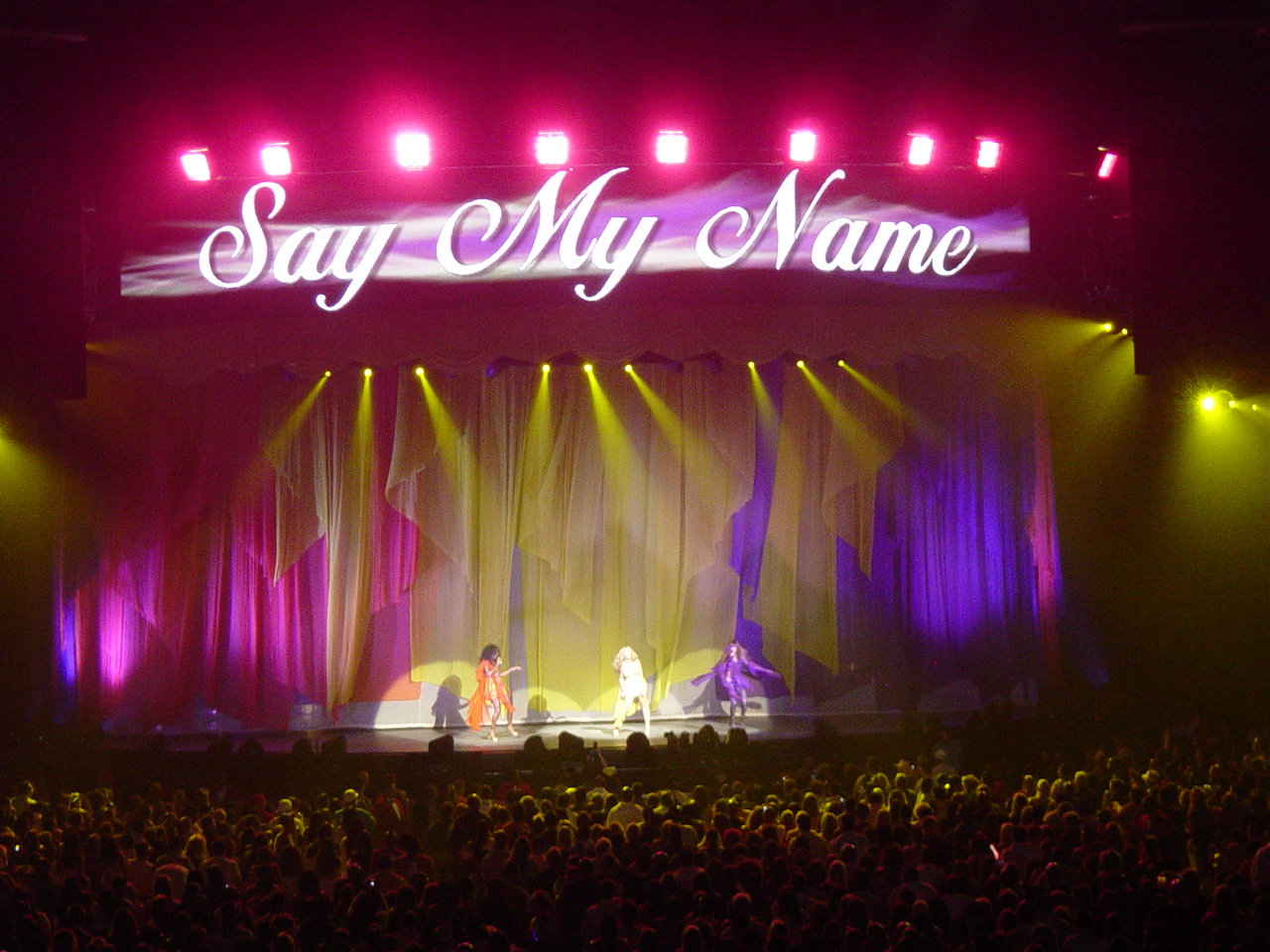
天命真女在告別巡迴演唱會演唱《Say My Name》

經過團員更替之後，天命真女剩下三名成員，包含碧昂絲、凱莉·羅蘭和蜜雪兒·威廉斯，三人之後錄製了，收錄在2000年電影《天命嬌娃》原聲帶，成為他們最佳排行榜單曲，在美國公告牌百强单曲榜的榜首停留11周至久。2001年，天命真女推出第三張專輯《百戰嬌娃》（Survivor），甫推出時，在公告牌二百強專輯榜獲得第一，銷售量達66.3萬張。到目前為止，此專輯在全球已賣出超過1000萬張，其中超過40%為美國銷量。這張專輯收錄了幾首暢銷單曲，包含和主打歌，其中後者贏得了葛萊美獎最佳 R&B 歌唱團體表演獎。同年發行聖誕專輯《燦爛的聖誕季節》（8 Days of Christmas）後，天命真女宣布暫時中斷演出，三人各自發展事業。

### 2000—2002：單飛後的發展
碧昂絲在天命真女團體時期，已開始進行獨唱事業，首先與同唱片公司的馬克·納爾遜合唱，為1999年電影的配樂。2001年初，天命真女正在完成《百戰嬌娃》一曲時，碧昂絲接演了 MTV 製作的電視電影的重要角色，跟美國演員米基·菲弗（Mekhi Phifer）一起演出。
2002年，碧昂絲也接演了喜劇電影《王牌大賤諜》，也錄製了首張個人單曲做為此電影的配樂。隔年，碧昂絲主演喜劇電影《億萬唱詩班》（"The Fighting Temptations"），並錄製了許多此電影原聲帶的歌曲。
同年，碧昂絲與當時已是男友的合唱熱門單曲。她重新詮釋50美分的歌曲，在2003年3月推出。路德·范德魯斯和碧昂絲重唱1997年歌曲〈The Closer I Get to You〉，贏得了葛萊美獎最佳 R&B 團體演唱表演獎，隔年兩人又合唱了，贏得了最佳 R&B 男歌手獎。

### 2003—2004：《危險愛情》

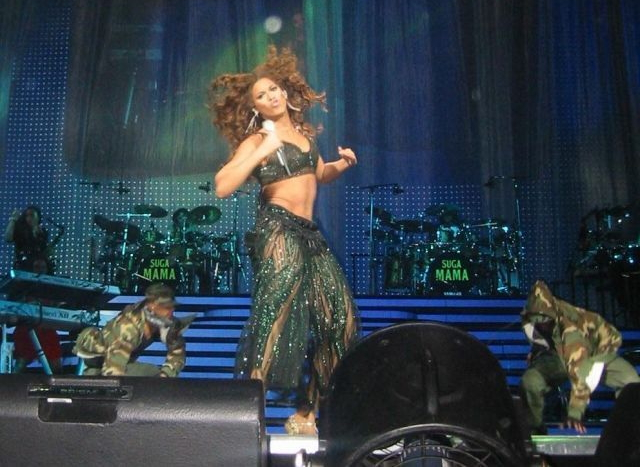
碧昂絲於危險愛情演唱會表演《Baby Boy》

在其他兩位團員威廉斯和羅蘭推出個人專輯後，碧昂絲也於2003年6月推出首張個人專輯《危險愛情》。發行後在公告牌二百強專輯榜奪得第一，首周銷售量達31.7萬，隔年8月5日獲得美國唱片工業協會四白金的認證，至今在美國已賣出470萬張。
這張專輯造就兩首冠軍單曲，《瘋狂愛戀》（"Crazy in Love"）是與饒舌歌手Jay-Z合作的歌曲，在告示牌百大單曲榜榜首停留長達8周，並在世界各國專輯榜奪得冠軍。第二首冠軍單曲《親愛男孩》（"Baby Boy"）是與舞廳歌手尚恩·保羅合唱，為2003年的熱門單曲之一，主導美國廣播單曲播放率，在告示牌榜榜首停留9周，比《瘋狂愛戀》多一周。碧昂絲之後開始進行第一場個人巡迴演唱會《危險愛情巡迴演唱會》，表演該專輯的歌曲。
碧昂絲在2004年葛萊美獎奪得五個獎項，包括最佳R&B女歌手（單曲《危險愛情2》）、最佳R&B歌曲《瘋狂愛戀》，以及最佳當代R&B專輯。一次贏得五個獎項的紀錄使得碧昂絲與其他四名女藝人並駕齊驅：勞倫·希爾（1999年）、艾莉西亞·凱斯（2002年）、諾拉·瓊斯（2003年）和之後的艾米·懷恩豪斯（2008年）；直至2010年，碧昂絲以贏得六項葛萊美獎打破這個紀錄。2004年，她獲得了全英音樂獎的國際女歌手獎。

### 2004—2005：天命真女之《魅行天下》與團體解散
三年多以來的單飛事業發展之後，碧昂絲回歸天命真女，與羅蘭和威廉斯共同準備《魅行天下》（"Destiny Fulfilled"）專輯，於2004年11月發行。該專輯收錄的熱門單曲《Lose My Breath》和《Soldier》登上公告牌二百強專輯榜的第二名。為配合此專輯的宣傳，天命真女在 2005 年舉辦了「Destiny Fulfilled ... And Lovin' It」世界巡迴演唱會，在西班牙巴塞隆納演出時宣布團體解散的消息。2005年10月，天命真女發行了精選專輯《絕對完美》（"#1's"），收錄了所有天命真女暢銷知名單曲以及三首新歌。2006年3月，天命真女獲得好萊塢星光大道的星形獎章。同年，碧昂絲接演了《粉紅豹》電影的仙妮亞（Xania）角色，該片在 2 月上映，第一周便獲得票房冠軍，達2170萬美金。碧昂絲也錄製了該片的原聲帶曲目《Check on It》，在公告牌百強單曲榜獲得不錯的名次（5周的冠军席位）。

### 2006—2007：《生日纪念》

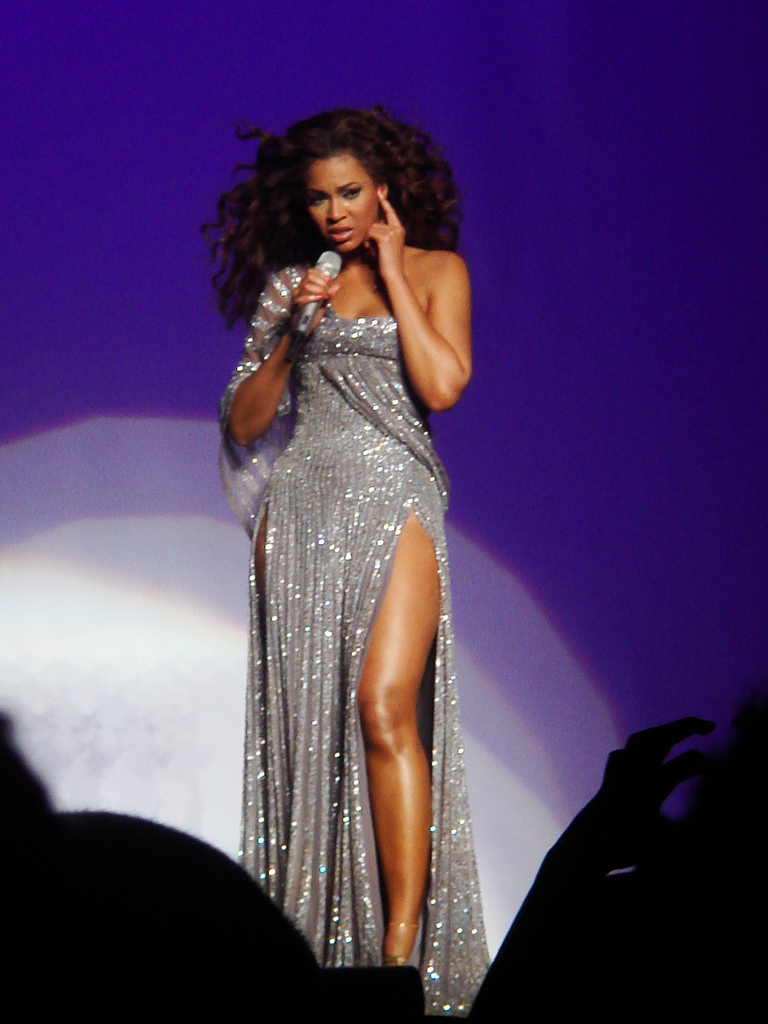
碧昂絲演唱《Listen》

2005下半年，碧昂絲暫緩其第二張專輯的籌備工作，在音樂劇電影《夢幻女郎》裡擔任主角，與傑米·福克斯、艾迪·墨菲和珍妮佛·哈德遜共同演出，該片於2006年底上映，碧昂絲也為了此片錄製多首原聲帶歌曲，如〈Listen〉。2006年12月14日，碧昂絲獲得金球獎「最佳音樂劇或喜劇女主角」提名，同時以《Listen》一曲獲得「原創歌曲」提名。碧昂絲從其主演的角色中得到啟發，在準備其第二張專輯時並沒有擬定任何計畫，她向MTV新聞表示：「拍攝結束後，我腦中積存許多事情、許多情緒、許多點子。」碧昂絲與先前的電影合作的音樂家共同籌備其第二張專輯，合寫並製作專輯裡大部分的歌曲，在三周之內完成。
第2張個人專輯《生日紀念》（B'Day）於2006年9月4日推出，隔天便是她的25歲生日，發行後登上Billboard 200專輯榜的冠軍，首周銷售量超過54.1萬張，是她個人最高的首周銷售量。此專輯獲得三次的美國唱片業協會白金唱片認證，在英國也有不錯的表現。專輯首支單曲《Déjà Vu》一曲奪得英國單曲排行榜的冠軍。另一單曲《Irreplaceable》於同年10月推出，連續十周穩坐公告牌百大單曲榜的冠軍。雖然此專輯相當地成功，不過其短時間內就完成的製作過程受到了些許質疑。專輯中與夏奇拉合作的《愛情騙子》("Beautiful Liar")為她個人首次亦是至今唯一一次在法國、德國、意大利、瑞士及荷蘭單曲榜冠軍，在英國及愛爾蘭亦登上榜單冠軍，而在美國亦在當時創下紀錄成為榜單上最高升幅的單曲，由94位躍升至第3位。專輯同時收錄五首新歌以及西班牙語版本的《Irreplaceable》和《Listen》，同時也推出了收錄十首音樂錄影帶的影音版本。專輯推出後，碧昂絲接著進行「完美體驗巡迴演唱會」（The Beyoncé Experience），在全球90多個地點演出，演唱會也拍攝成DVD進行販售。而後碧昂絲以《B'Day》在第49屆葛萊美獎贏得「最佳現代R&B專輯」，並在第35屆全美音樂獎締造歷史，成為首位贏得最佳國際歌手獎的女性歌手。

### 2008—2010：《雙面碧昂絲》

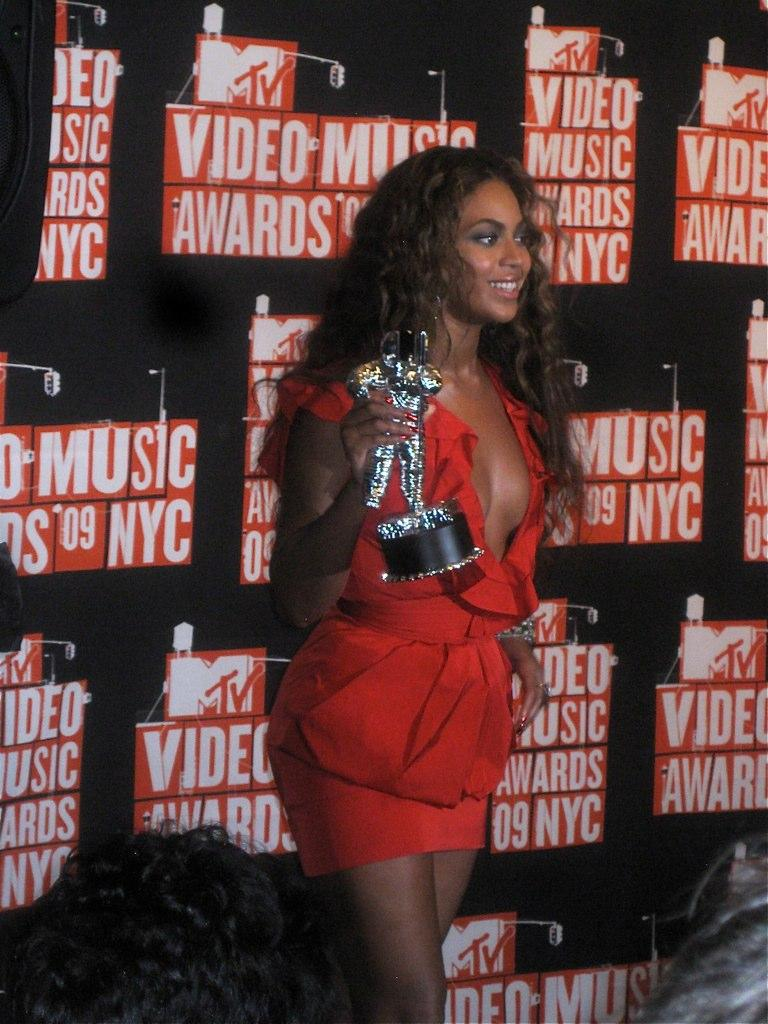
碧昂絲在2009年MTV音樂錄影帶大獎現場

2008年11月18日，碧昂絲發行第三張個人專輯《雙面碧昂絲》（I Am… Sasha Fierce），專輯第一主打單曲《If I Were a Boy》在全球獲得廣大迴響，第二主打《Single Ladies (Put a Ring on It)》更在公告牌百強單曲榜四周（非連續）穩坐冠軍，成為碧昂絲個人第5首美國冠軍單曲，第四主打《Halo》獲得第5名，是碧昂絲第12首在該排行榜前十名的單曲，讓她成為「十年以來最多前十名單曲的女歌手」，也是「十年來停留單曲榜冠軍最久的女歌手」，有「最多前40強單曲」（19首）。2008年12月，碧昂絲在電影《藍調傳奇》飾演一位藍調歌手，其片中的演出獲得許多讚賞，片中《Once in a Lifetime》一曲獲得葛萊美獎和金球獎的提名。2009年3月，碧昂絲進行長達近一年的「雙面碧昂絲全球演唱會」（I Am... Tour），在全球各地巡迴演出，於2010年2月落幕。
2009年，碧昂絲以《Single Ladies (Put a Ring on It)》獲得MTV音樂錄影帶大獎9項提名，最終贏得「年度最佳音樂錄影帶」和其他兩個獎項。之後在第52屆葛萊美獎中，碧昂絲獲得十項提名，為當屆入圍最多的歌手，最終獲得了六項，破了自己曾經創下的紀錄，獲得的獎項有「年度最佳歌曲」、「最佳流行女歌手」、「最佳節奏藍調女歌手」、「最佳藍調歌曲」、「最佳傳統節奏藍調演唱」及「最佳當代節奏藍調專輯」，讓她在當晚以六項大獎傲視群星，成為單屆葛萊美獎獲獎最多的女歌手。
2010年3月，女神卡卡和碧昂絲合唱單曲〈Telephone〉，是碧昂絲個人在英國單曲榜的第五首冠軍單曲。

### 2011：《第4擊》
[[File:Roseland2.jpg|right|thumb|碧昂絲於{{link-en|Live at Roseland: Elements of 4|Live at Roseland: Elements of 4，演唱"End of Time"]]

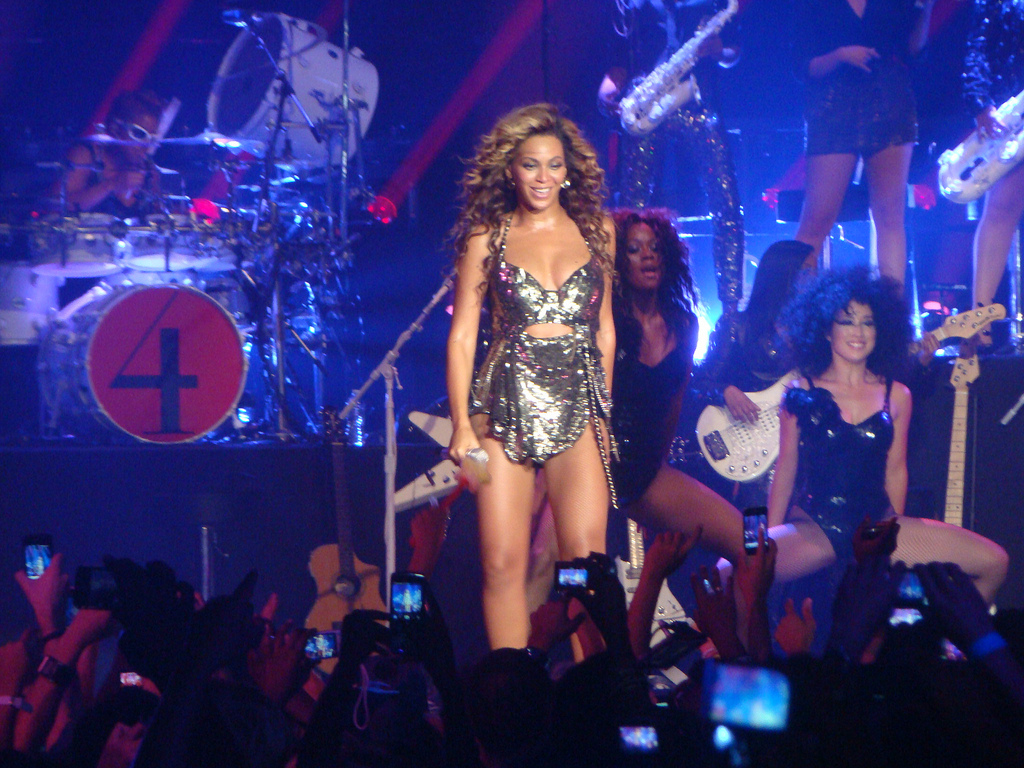
碧昂絲於link-en|Live at Roseland: Elements of 4|Live at Roseland: Elements of 4，演唱"End of Time"

2011年6月24日，碧昂絲發行第四張個人專輯《第4擊》，專輯的靈感來自幾個音樂家包括史提夫·汪达、迈克尔·杰克逊等。開售一週即賣出31萬份，推出後在告示牌二百強專輯榜排名第一，令碧昂絲連續第四次在美國奪得第一位。專輯第一主打單曲《女人我最大》("Run the World (Girls)") 在告示牌百强单曲榜上只獲得第29位，成為碧昂絲出道以來成績最差的單曲。
2011年6月1日，專輯的第二支單曲《從未擁有過的幸福》("Best Thing I Never Had")在告示牌百强单曲榜獲得第16位。而第四支單曲《放在第一位的愛》("Love On Top") 的音樂錄影帶成為MTV歷史上收視率最高的音樂錄影帶，超過1240萬點擊率。
2011年8月28日碧昂絲出席MTV音樂錄影帶大獎，她在走紅地毯時宣布她和Jay-Z期待他們第一個孩子。期後赫芬頓郵報證實碧昂絲懷孕5個月，Twitter上每秒有8,868個評論有關碧昂絲懷孕。在2011年8月29日至2011年9月4日，Google搜尋次數最高的字眼是「碧昂絲懷孕」。
《第4擊》的銷量亦隨著碧昂絲懷孕的消息增加，2011年8月已售出70萬份左右。美國唱片業協會認證為白金唱片，迄今在美國已售出了超過135萬份，世界各地售出310萬份。

### 2013：《絕對碧昂絲》
2013年，凱莉·羅蘭宣布碧昂絲和蜜雪兒將會參與她的最新專輯《Talk A Good Game》的歌曲錄製，曲名叫《You Changed》，天命真女睽違7年再次合體。
2013年12月13日，碧昂絲無預警釋出同名專輯《絕對碧昂絲》，同時釋出17支MV預告，碧昂絲在新專輯中也嘗試饒舌曲風。在零宣傳狀態下，專輯獲得了全球102國iTunes冠軍；3小時內銷量超過了8萬張，發行前3天全球銷量共達828,773張，包括美國的617213張，5天內全球銷量突破1,000,000張，10天內全美銷量也突破1,000,000張。專輯在全世界108個國家或地區(包括香港、新加坡及台灣)登上iTunes銷售冠軍寶座，並獲健力士世界纪錄確認為iTunes有史以來最暢銷專輯。

### 2016：《柠檬特调》
2016年2月8號碧昂絲二度站上超級盃中場秀舞台，與酷玩樂團及火星人布魯諾一同演出，首度表演單曲"Formation"爭議歌詞及黑潮意識立刻掀起極大討論，演出後同時也宣告競技場(all-stadium tour)世界巡演The Formation World Tour正式展開，有趣的是"Formation"在此都尚未開放數位下載，僅在老公傑斯的音樂平台Tidal上免費下載，沒任何官方銷售成績下還是挺進了告示牌 Billboard R&B/嘻哈榜TOP5。
隔了一個月後，繼與平價服飾H&M合作後，在3月底宣布與TOP SHOP合作推出個人運動服飾品牌IVY PARK，為了品牌的宣傳造勢，更寫下紀錄同步登上45個國家ELLE雜誌封面人物。一連串的大量曝光，終於4月23日碧昂絲與HBO再度合作，播出最新專輯《檸檬特調》音樂微電影，一部把黑人文化、家庭、歷史完美呈現給全世界。《檸檬特調》正式發行後稱霸排行榜，包括全美iTunes前十名只有一首不是這張專輯的歌曲。《檸檬特調》的效應就在世界巡演The Formation World Tour中不斷擴大影響至全球。專輯拿下權威樂評近滿分評價，及被評選為2016年終專輯等榮耀，並寫下紀錄一口氣入圍9項第59屆葛萊美獎包含年度專輯等大獎。可說是碧昂絲的音樂生涯新巔峰。

### 2018年：《都是爱》
2018年8月，碧昂絲在美國新澤西州演唱她的On the Run II tour，服飾方面亦穿上了由Burberry訂製的舊式格仔圖案的body suit。同時 Beyoncé 在各場演出中都得到各大設計師和品牌寵愛，短短一個演唱會便換上大量華麗衣服，包括Valentino、BURBERRY Roberto Cavalli 、Givenchy等等。

### 2022年至今：《潮流復興》和《Cowboy Carter》
第七張個人專輯《潮流復興》於2022年7月29日發行，這是碧昂絲自《檸檬特調》（2016年）以來的首張個人錄音室專輯。《潮流復興》是碧昂絲三部曲計畫的第一部，反應了她在嚴重特殊傳染性肺炎疫情期間的精神狀態。專輯主打《Break My Soul》於2022年6月20日發行，並取得多國音樂排行榜冠軍。該專輯在第65届格莱美奖獲得最佳舞曲/最佳電音專輯，至此她以累計32项獎項创下格莱美奖历史。

## 個人專輯
| 封面 | 資料 |
| ---- | --- |
|      | 《危險愛情》Dangerously in Love - 推出日期: 2003年6月24日 - 排行榜位置: #1 U.S., #1 U.S. R&B, #1 UK, #2 AUS, #1 GER - 美國認可:5x白金 - 美國銷量: 4,910,000 - 英國銷量: 1,200,000 - 全球銷量:12,000,000     |
|      | 《玩美女神:現場影音珍藏版》Live at Wembley - 推出日期: 2004年4月27日 - 排行榜位置: #17 U.S., #8 U.S. R&B, #2 UK, #59 GER - 美國認可: 2x白金 - 美國銷量: 200,000                                             |
|      | 《生日紀念》B'Day - 推出日期: 2006年9月5日 - 排行榜位置: #1 U.S., #1 U.S. R&B, #3 UK, #8 AUS, #5 GER - 美國認可: 3x白金 - 美國銷量: 3,350,000 - 英國銷量: 532,000 - 全球銷量: 8,000,000                     |
|      | 《雙面碧昂絲》I Am… Sasha Fierce - 推出日期: 2008年11月12日 - 排行榜位置: #1 U.S., #1 U.S. R&B, #2 UK, #8 AUS, #17 GER - 美國認可: 3x白金 - 美國銷量: 3,150,000 - 英國銷量: 1,600,000 - 全球銷量: 9,500,000 |
|      | 《雙面碧昂絲2010世界巡迴演唱會》I Am... World Tour - 推出日期: 2010年11月26日 - 排行榜位置: #1 U.S., #5 UK, #6 AUS, #9 FRA - 美國認可: 2x白金                                                               |
|      | 《第4擊》4 - 推出日期: 2011年6月28日 - 排行榜位置: #1 U.S., #1 U.S. R&B, #1 UK, #1 AUS, #5 GER - 美國認可:1x白金 - 美國銷量:1,400,000 - 英國銷量:630,000 - 全球銷量:4,000,000                               |
|      | 《絕對碧昂絲》BEYONCÉ - 推出日期: 2013年12月27日 - 排行榜位置: #1 U.S., #1 U.S. R&B, #1 AUS, #1 CAN, #2 UK, #11 GER - 美國認可:2x白金 - 美國銷量:2,400,000 - 英國銷量:400,000 - 全球銷量:8,000,000          |
|      | 《檸檬特調》Lemonade - 推出日期: 2016年4月23日 - 排行榜位置: #1 U.S., #1 U.S. R&B, #1 UK, #1 AUS, #3 GER - 美國認可:3x白金 - 美國銷量:1,940,000+ - 英國銷量:350,000 - 全球銷量:3,500,000+                   |
|      | 《潮流復興》RENAISSANCE - 推出日期: 2022年7月29日 - 排行榜位置:TBA - 美國認可:TBA - 美國銷量:TBA - 英國銷量:TBA - 全球銷量:TBA                                                                              |
|      | 《牛仔卡特》Cowboy Carter - 推出日期: 2024年3月29日 - 排行榜位置: - 美國認可: - 美國銷量: - 英國銷量: - 全球銷量:                                                                                           |

## 演出作品

### 電影
| 年份 | 片名                 | 角色            | 备注       |
| ---- | -------------------- | --------------- | ---------- |
| 2001 | 天命真女之卡門       | Carmen Brown    | 女主角     |
| 2002 | 王牌大賤諜3：夠MAN吧 | Foxxy Cleopatra | 女主角     |
| 2003 | 億萬唱詩班           | Lilly           | 女主角     |
| 2006 | 粉紅豹               | Xania           | 最佳女配角 |
| 2006 | 夢幻女郎             | Deena Jones     | 女主角     |
| 2008 | 藍調傳奇             | Etta James      | 最佳女配角 |
| 2009 | 鬼迷心竅             | Sharon Charles  | 女主角     |
| 2013 | 森林戰士             | Queen Tara      | 配音       |
| 2019 | 獅子王               | Nala            | 配音       |

### 電視劇
| 年份 | 劇名     | 角色 | 备注   |
| ---- | -------- | ---- | ------ |
| 2020 | 恐怖訊息 |      | 女主角 |

## 外部連結
- （英文）個人官方網站
- （英文）官方歌迷會 （页面存档备份，存于）
- （英文）碧昂絲的X（前Twitter）
- （英文）碧昂絲的Facebook專頁
- （英文）碧昂絲的Instagram帳戶
- （英文）碧昂絲的MySpace主頁
- （英文）碧昂絲的新浪微博
- （英文）碧昂絲·諾利斯在Allmusic上的頁面
- （英文）碧昂絲·諾利斯在互联网电影资料库（IMDb）上的資料（英文）
- 碧昂斯的Photostags账户